# 5491 Kaulbach
5491 Kaulbach è un asteroide della fascia principale. Scoperto nel 1971, presenta un'orbita caratterizzata da un semiasse maggiore pari a 2,1813493 UA e da un'eccentricità di 0,1261400, inclinata di 4,81516° rispetto all'eclittica.